# Кривоборский, Василий Иванович Меньшой
Князь Василий Иванович Кривоборский по прозванию Меньшой (ум. 1579) — воевода и наместник во времена правления Ивана IV Васильевича Грозного.
Из княжеского рода Кривоборских. Младший сын князя Ивана Александровича Кривоборского. Братья: Андрей (в 1545 году есаул в Казанском походе), Василий Большой (в 1576-1577 годах воевода в Астрахани), Иван (в 1545 году рында с государевой рогатиной), Фёдор (воевода и наместник).

## Биография
В 1565 году попал в опалу и сослан вместе с братьями в Свияжский уезд, но вскоре прощен. В 1564/65 годах поручился за Льва Андреевича Салтыкова и его сыновей Михаила и Ивана в их верности. В 1576-1578 годах входил в Земский двор.
С весны 1576 года — воевода в Орле, «и указано ему сходиться и быть воеводой Сторожевого полка с князем Андреем Петровичем Куракиным в Серпухове».
В апреле 1577 года — первый воевода в Пронске, «и велено ему по вестям сходиться с другими окраинными воеводами и быть воеводой Передового полка».
В 1577-1578 годах — наместник и воевода в Рязском.
В январе 1578 года — второй воевода у снаряда в походе на Лифляндию. В марте этого же года — воевода и наместник в Шацке.
Осенью 1578 года — первый воевода "у снаряда" (артиллерии) под Кесью, а в декабре отправлен третьим воеводой Большого полка против лифляндцев и войск Речи Посполитой.
Перед походом, в начале 1579 года, собирал в Новгороде детей боярских Владимирского, Боровицкого, Одоевского, Алексинского уездов, а также Костромичей и донских казаков, с которыми отбыл воеводой Сторожевого полка на помощь осажденному Полоцку. При прибытии к городу ему было приказано постараться войти в город, а если не получится, то идти с войском к Соколу. В Полоцк попасть не удалось, тогда князь Василий Иванович Меньшой с полком переправился через Двину, разбил все польско-литовские заслоны и опустошил Зеелбург и Бирзенск.
Погиб в сентябре 1579/80 году в бою с поляками и лифляндцами под городом Сокол.
По родословной росписи показан бездетным, был женат на княгине Евфимии Ивановне Лобановой, дочери князя Ивана Лобанова-Ростовского.